# Liste der Wiener Märkte

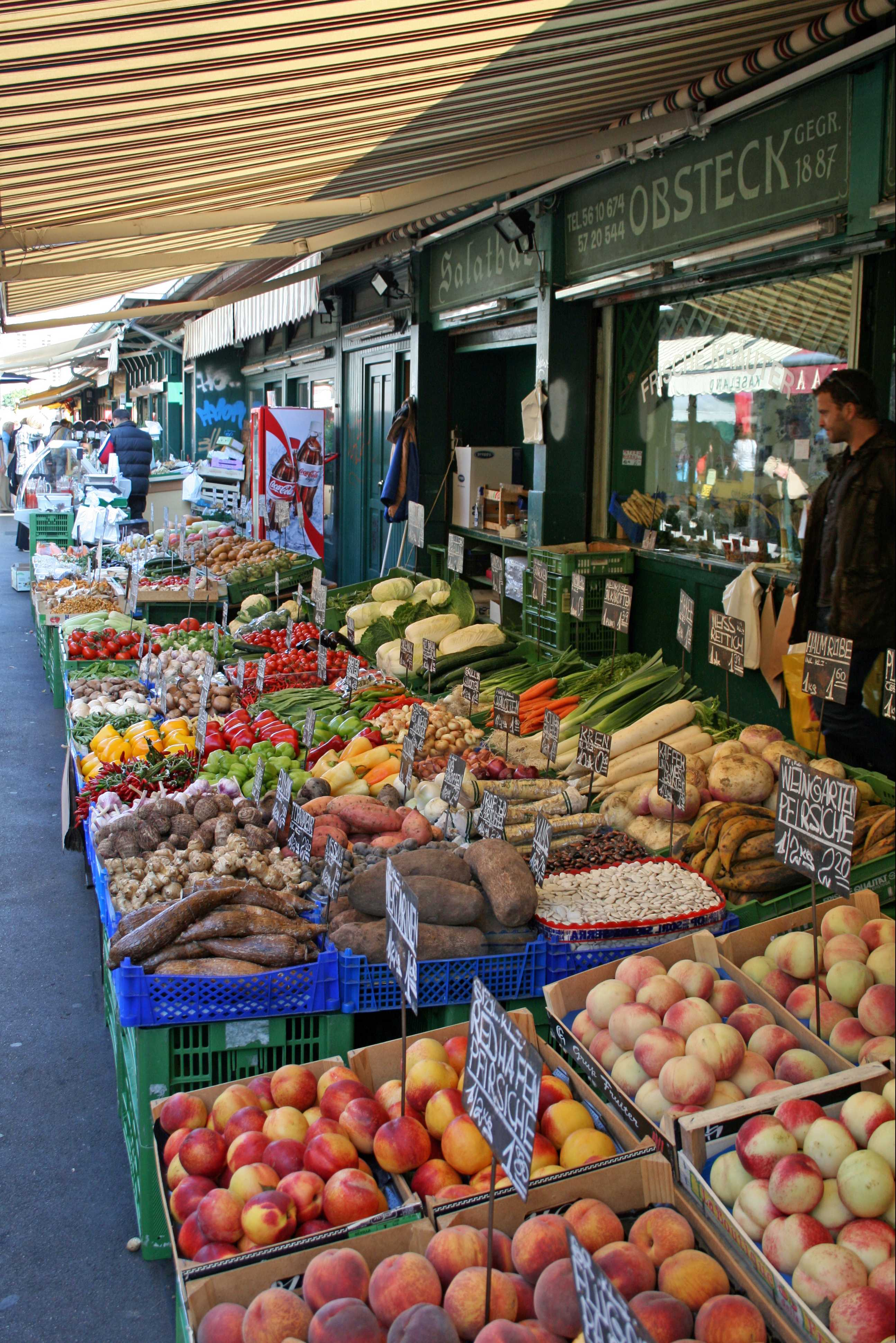
Obst- und Gemüsestand am Naschmarkt

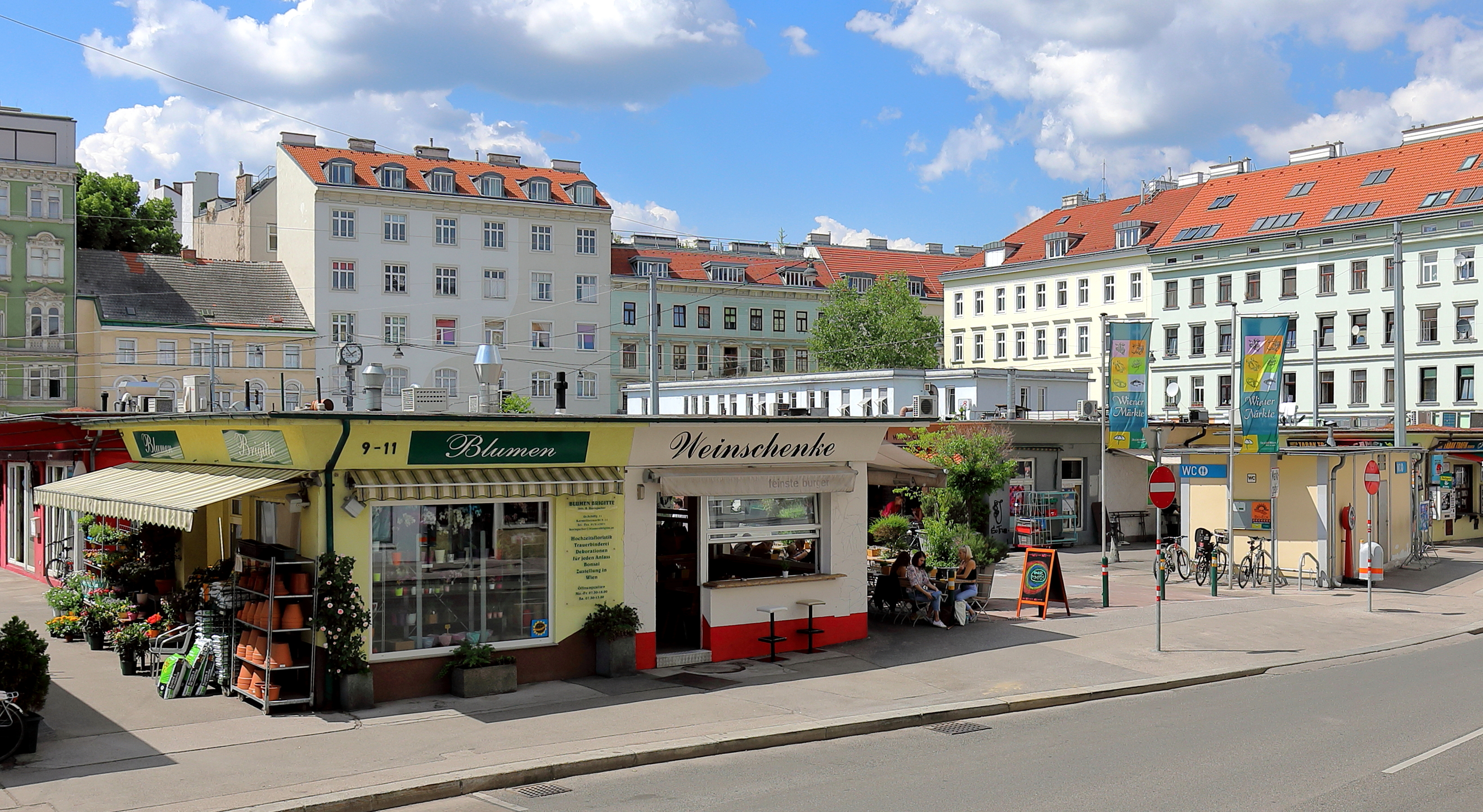
Der Karmelitermarkt; seit 1910 und mit über 6.000 m²

In Wien gibt es zahlreiche Märkte, die die Versorgung der Bevölkerung in großem Maß prägen.
Die 26 Wiener Märkte beherbergen auf ihren 90.000 Quadratmetern Gesamtmarktfläche 900 ständige Marktbetriebe, 600 tageweise Marktbezieher (Bauern und Händler) sowie 4.000 Arbeitnehmer. Die Wiener Märkte erwirtschaften einen Umsatz von 300 Millionen Euro und damit 4 Prozent des Gesamtumsatzes des Wiener Handels. 21 Märkte finden täglich von Montag bis Samstag statt.

## 1. Bezirk
Markt am Donaukanal
- Ort: Zwischen Augartenbrücke und Aspernbrücke
- Öffnungszeiten: Mai bis September Samstag 14–20 Uhr, Sonntag 10–20 Uhr
- Erreichbarkeit: U4
- Kunstgewerbe, Kunstgegenstände, Antiquitäten, Bücher

Antiquitätenmarkt Am Hof
- Ort: Rund um die Mariensäule
- Öffnungszeiten 1.03. bis Samstag vor 24.12: Freitag und Samstag 10–20 Uhr Angebot: Kunstgegenstände und Antiquitäten
- Erreichbarkeit: 1A, 2A, 3A

 Freyung
- Ort: Freyung
- Öffnungszeiten: Ganzjährig jeden Freitag und Samstag 9–18 Uhr
- Erreichbarkeit: 1A Freyung, U2 Schottentor, U3 Herrengasse
- Lebensmittel aus kontrolliert biologischem Anbau, Kräuter-, Heil- und Blühpflanzen, Kulinarik, Kunsthandwerk

Temporärer Markt Freyung
- Ort: Freyung
- Öffnungszeiten: Mai bis November Dienstag bis Donnerstag 10–18.30 Uhr Angebot: Lebensmittel (mit Landparteien)
- Erreichbarkeit: 1A Freyung, U2 Schottentor, U3 Herrengasse

## 2. Bezirk

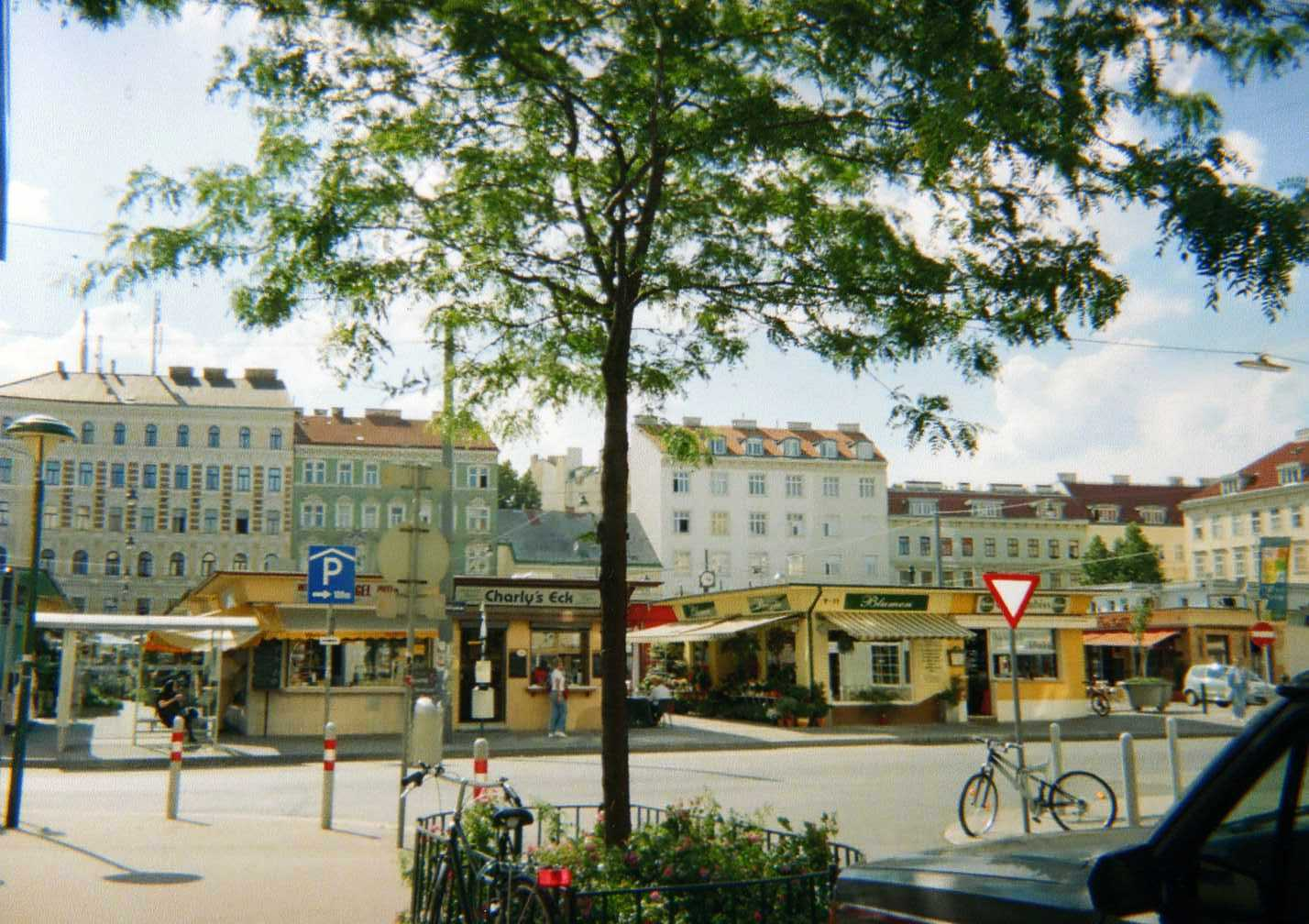
Karmelitermarkt
- Ort: Im Werd, Krummbaumgasse, Leopoldsgasse, Haidgasse
- Öffnungszeiten: Montag bis Freitag 6–19.30 Uhr, Samstag 6–17 Uhr
- Gastronomie: Montag bis Samstag 6 bis 22 Uhr
- Erreichbarkeit: 5A
- Bio-Eck jeden Samstag, Markt mit Bauernmarkt

Vorgartenmarkt
- Ort: Wohlmutstraße, Ennsgasse
- Öffnungszeiten: Montag bis Freitag 6–19.30 Uhr, Samstag 6–17 Uhr
- Gastronomie: Montag bis Samstag 6 bis 22 Uhr
- Erreichbarkeit: 11A, 11B
- Markt mit Bauernmarkt

Volkertmarkt
- Ort: Volkertplatz
- Öffnungszeiten: Montag bis Freitag 6–19.30 Uhr, Samstag 6–17 Uhr
- Gastronomie: Montag bis Samstag 6 bis 22 Uhr
- Erreichbarkeit: 5B
- Markt mit Bauernmarkt

## 3. Bezirk
Rochusmarkt

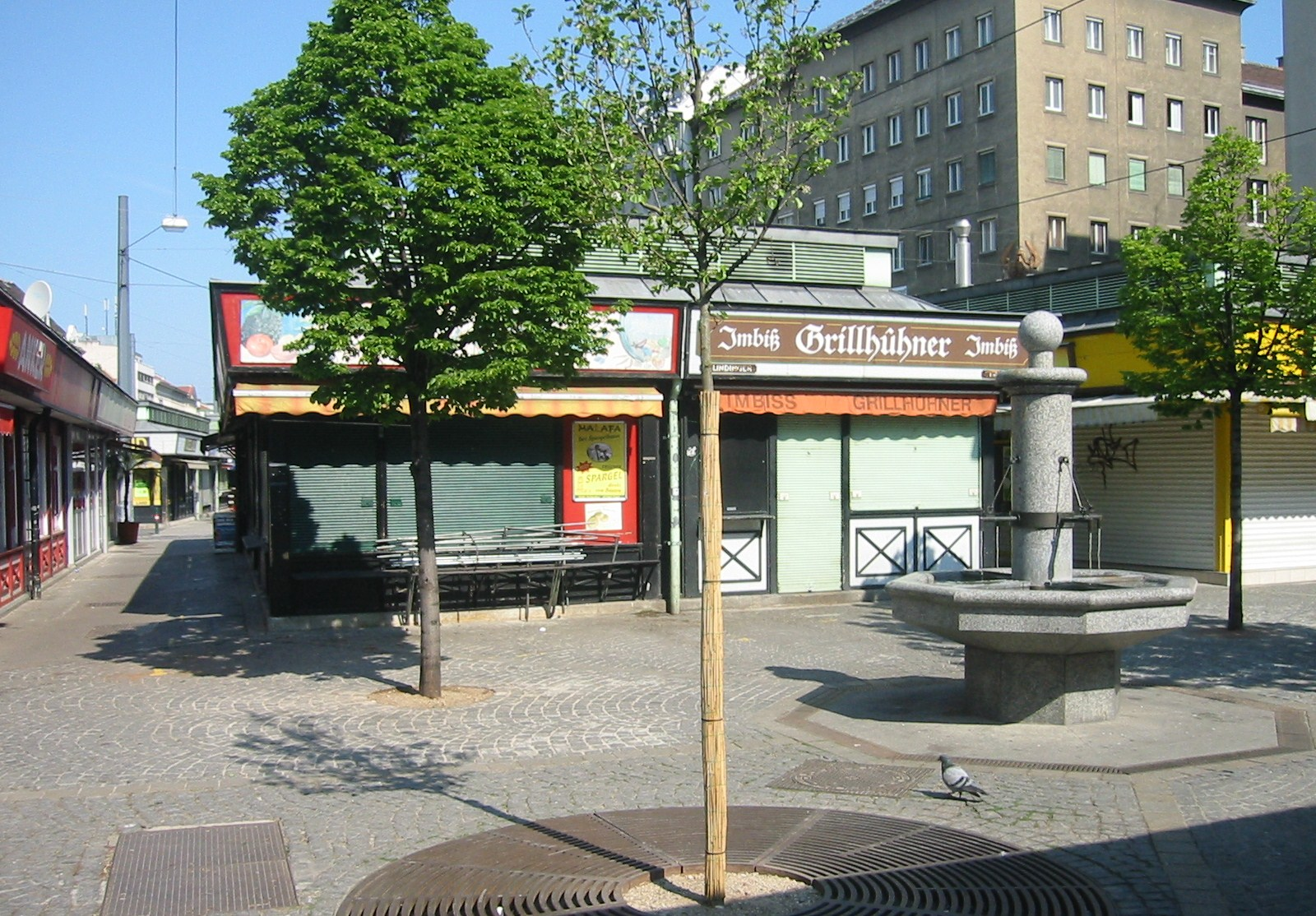
Marktstände und Brunnen am Rochusmarkt

- Ort: Landstraßer Hauptstraße, Rasumofskygasse
- Öffnungszeiten: Montag bis Freitag 6–19.30 Uhr, Samstag 6–17 Uhr
- Gastronomie: Montag bis Samstag 6 bis 22 Uhr
- Erreichbarkeit: U3, 4A, 74A
- Markt mit Bauernmarkt

## 6. Bezirk

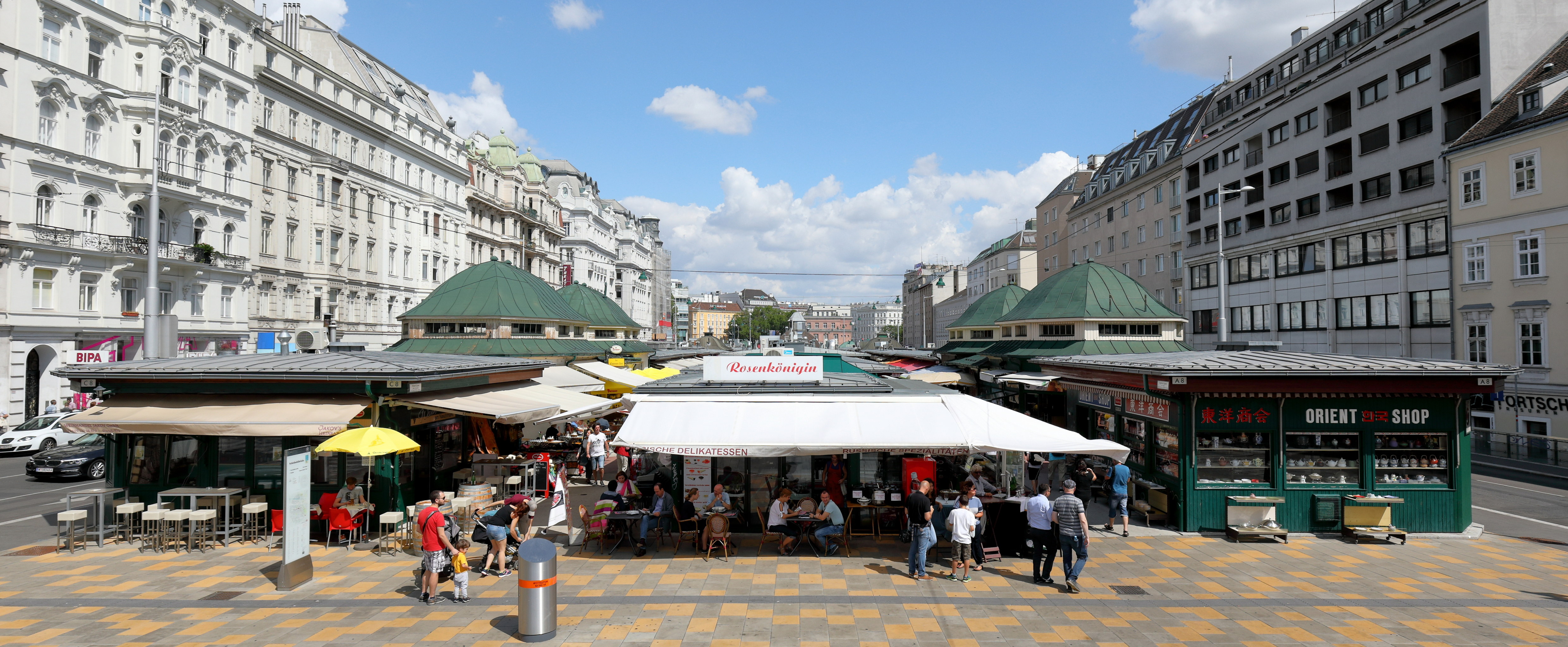
Naschmarkt
- Ort: Wienzeile zwischen Getreidemarkt und Kettenbrückengasse
- Öffnungszeiten: Montag bis Freitag 6–19.30 Uhr, Samstag 6–17 Uhr
- Gastronomie: Montag bis Samstag 6–23 Uhr, Bauernmarkt jeden Samstag bis 17 Uhr
- Erreichbarkeit: U4, 59A

Flohmarkt
- Ort: Linke Wienzeile bei der Kettenbrückengasse
- Öffnungszeiten: Samstag 6.30–18 Uhr (auch an Feiertagen)
- Erreichbarkeit: U4

Temporärer Markt Mariahilfer Straße
- Ort: Vorplatz der Kirche Maria Hilf
- Öffnungszeiten: Montag, Mittwoch, Freitag 9–18:30 Uhr, Samstag 9–14 Uhr, erster Samstag/Monat 9–18 Uhr
- Erreichbarkeit: U3, 2A, 13A, 14A

## 7. Bezirk
Lerchenfelder Bauernmarkt
- Ort: Vor der Altlerchenfelder Kirche, Lerchenfelder Straße/Ecke Schottenfeldgasse
- Öffnungszeiten: Freitags 8–18 Uhr[1]
- Erreichbarkeit: U6, 46, 5

## 9. Bezirk
WUK Wochenmarkt
- Ort: Innenhof des WUK, Währinger Straße 59
- Öffnungszeiten: Freitags 10–18 Uhr
- Erreichbarkeit: U6, 40, 41, 42
- Wochenmarkt mit Bioprodukten aus der Region, unregelmäßig mit Kulturprogramm

## 10. Bezirk
Viktor-Adler-Markt
- Ort: Viktor-Adler-Platz
- Öffnungszeiten: Montag bis Freitag 6–19.30 Uhr, Samstag 6–17 Uhr
- Gastronomie Montag bis Samstag 6 bis 22 Uhr
- Erreichbarkeit: U1, 6, 14A, 67
- Markt mit Bauernmarkt

## 11. Bezirk
Simmeringer Markt

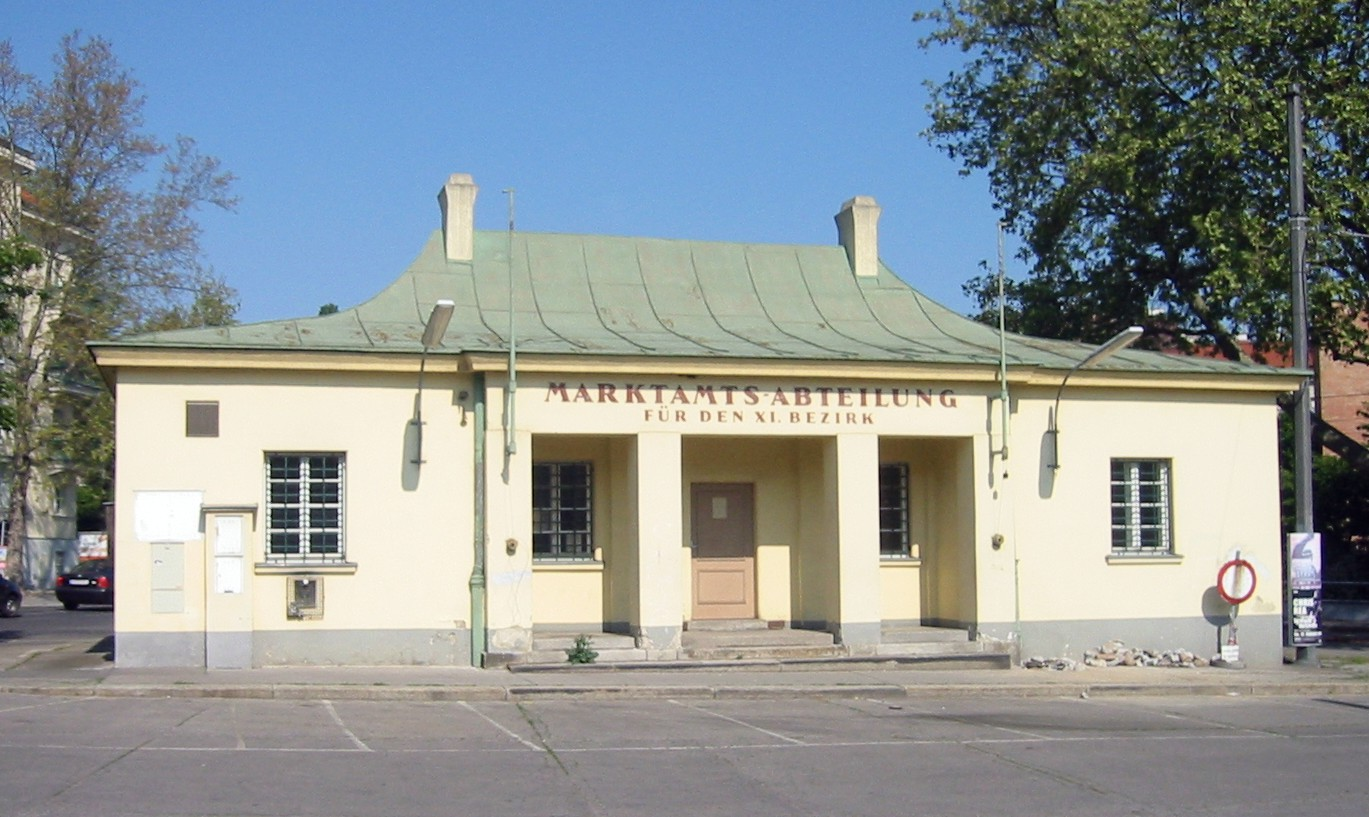
Simmeringer Markt, denkmalgeschütztes Marktamts-Gebäude, 2008

- Ort: Geiselbergstraße, Lorystraße
- Öffnungszeiten: Seit 2009 geschlossen[2]
- Erreichbarkeit: U3 (Enkplatz), 6
- Ursprünglicher Standort war im 19. Jahrhundert der Enkplatz, im Zuge des Baus der Pfarrkirche Neusimmering wurde der Markt zuerst in die Sedlitzkygasse und dann hierher verlegt. Bis Mai 2009 befand sich hier ein Markt mit Bauernmarkt und Gastronomie. Nach Abriss der Marktstände wurde das Bildungszentrum Simmering errichtet, die Eröffnung erfolgte im März 2011. Das denkmalgeschützte Marktamtsgebäude beherbergt nun eine Kinderbücherei, die ebenfalls unter Denkmalschutz stehende öffentliche WC-Anlage wird als Zugang zu einer Volksgarage genutzt.[3]

## 12. Bezirk
Meidlinger Markt
- Ort: Niederhofstraße, Rosaliagasse, Reschgasse, Ignazgasse
- Öffnungszeiten: Montag bis Freitag 6–19.30 Uhr, Samstag 6–17 Uhr
- Gastronomie: Montag bis Samstag 6 bis 21 Uhr
- Erreichbarkeit: U6, 10A, 63A
- Markt mit Bauernmarkt

## 13. Bezirk
Temporärer Markt Altgasse
- Ort: Altgasse
- Öffnungszeiten: Mitte Februar–Weihnachten: Samstag außer Feiertag 9–16 Uhr
- Erreichbarkeit: 10, 60

## 15. Bezirk
Meiselmarkt

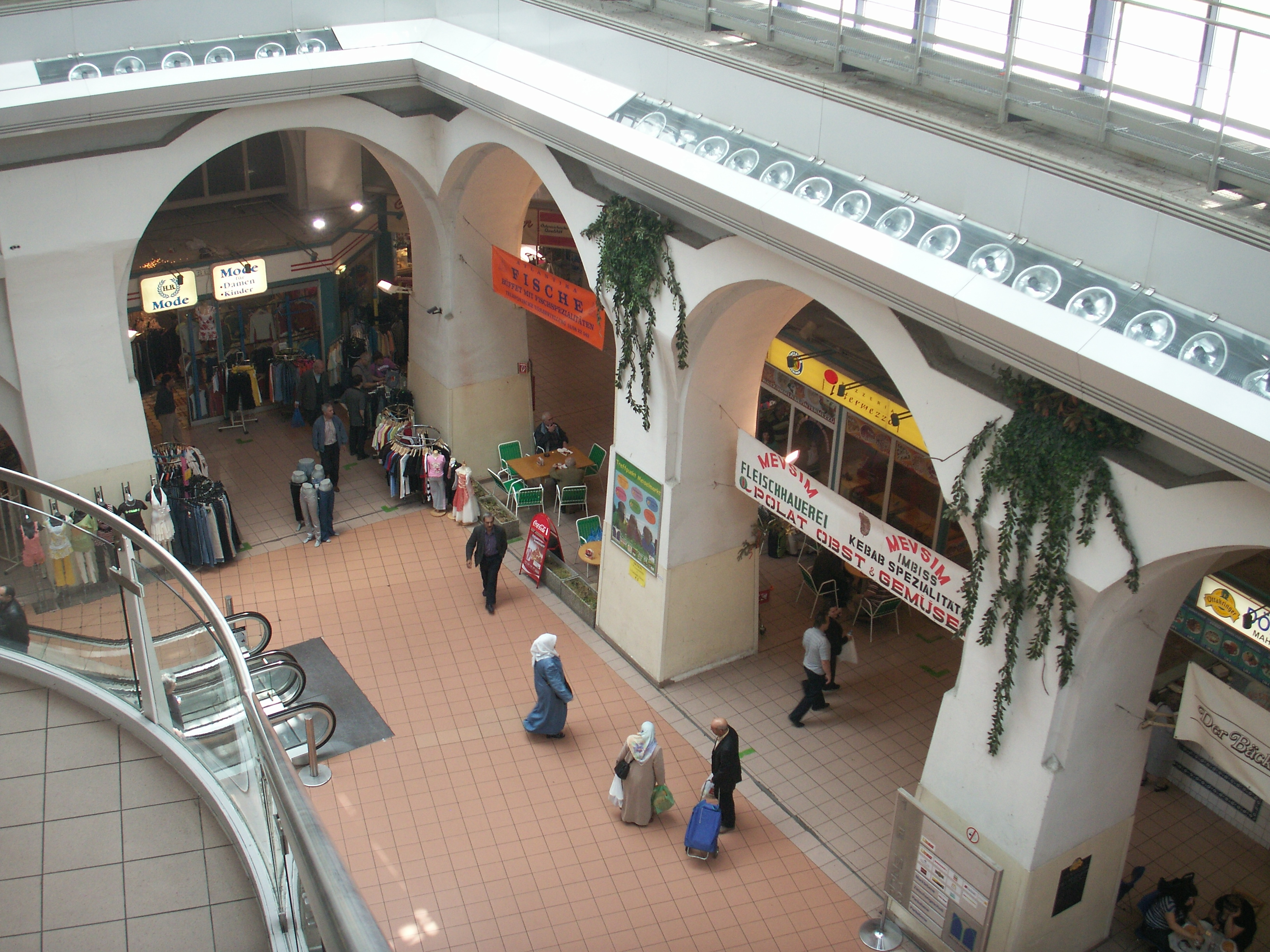
Meiselmarkt, Pfeiler des ehemaligen Wasserbehälters

- Ort: Hütteldorfer Straße, Ecke Johnstraße
- Öffnungszeiten: Montag bis Freitag 6–21 Uhr, Samstag 6–17 Uhr
- Gastronomie: Montag bis Samstag 6 bis 21 Uhr
- Erreichbarkeit: U3, 10A, 12A, 49
- Markt mit Bauernmarkt

Schwendermarkt
- Ort: Schwendergasse, Dadlergasse
- Öffnungszeiten: Montag bis Freitag 6–21 Uhr, Samstag 6–17 Uhr
- Gastronomie: Montag bis Samstag 6 bis 21 Uhr
- Erreichbarkeit: 12A, 52, 58

## 16. Bezirk
Brunnenmarkt und Yppenmarkt
- Ort: Brunnengasse und Yppenplatz
- Öffnungszeiten: Montag bis Freitag 6–19.30 Uhr, Samstag 6–17 Uhr
- Gastronomie: Montag bis Samstag 6 bis 22 Uhr
- Erreichbarkeit: U6, 2, 44, 46
- Märkte mit Bauernmarkt

## 18. Bezirk
Kutschkermarkt
- Ort: Kutschkergasse
- Öffnungszeiten: Montag bis Freitag 6–19.30 Uhr, Samstag 6–17 Uhr
- Gastronomie: Montag bis Samstag 6 bis 21 Uhr
- Erreichbarkeit: 40, 41
- Bio-Eck jeden Samstag, Markt mit Bauernmarkt

Gersthofer Markt
- Ort: Gersthofer Platzl
- Öffnungszeiten: Montag bis Freitag 6–19.30 Uhr, Samstag 6–17 Uhr
- Gastronomie: Montag bis Samstag 6 bis 21 Uhr
- Erreichbarkeit: S-Bahn (S45), 9, 10A, 40, 41
- Markt mit Bauernmarkt

Johann-Nepomuk-Vogl-Markt
- Ort: Johann-Nepomuk-Vogl-Platz
- Öffnungszeiten: Montag bis Freitag 6–19.30 Uhr, Samstag 6–17 Uhr
- Gastronomie: Montag bis Samstag 6 bis 21 Uhr
- Erreichbarkeit: 9, 42

## 19. Bezirk
Nußdorfer Markt
- Ort: Heiligenstädter Straße, Sickenberggasse
- Öffnungszeiten: Montag bis Freitag 6–19.30 Uhr, Samstag 6–17 Uhr
- Gastronomie: Montag bis Samstag 6 bis 21 Uhr
- Erreichbarkeit: D

Sonnbergmarkt
- Ort: Sonnbergplatz
- Öffnungszeiten: Montag bis Freitag 6–19.30 Uhr, Samstag 6–17 Uhr
- Gastronomie: Montag bis Samstag 6 bis 21 Uhr
- Erreichbarkeit: S-Bahn (S45), 35A

## 20. Bezirk
Hannovermarkt

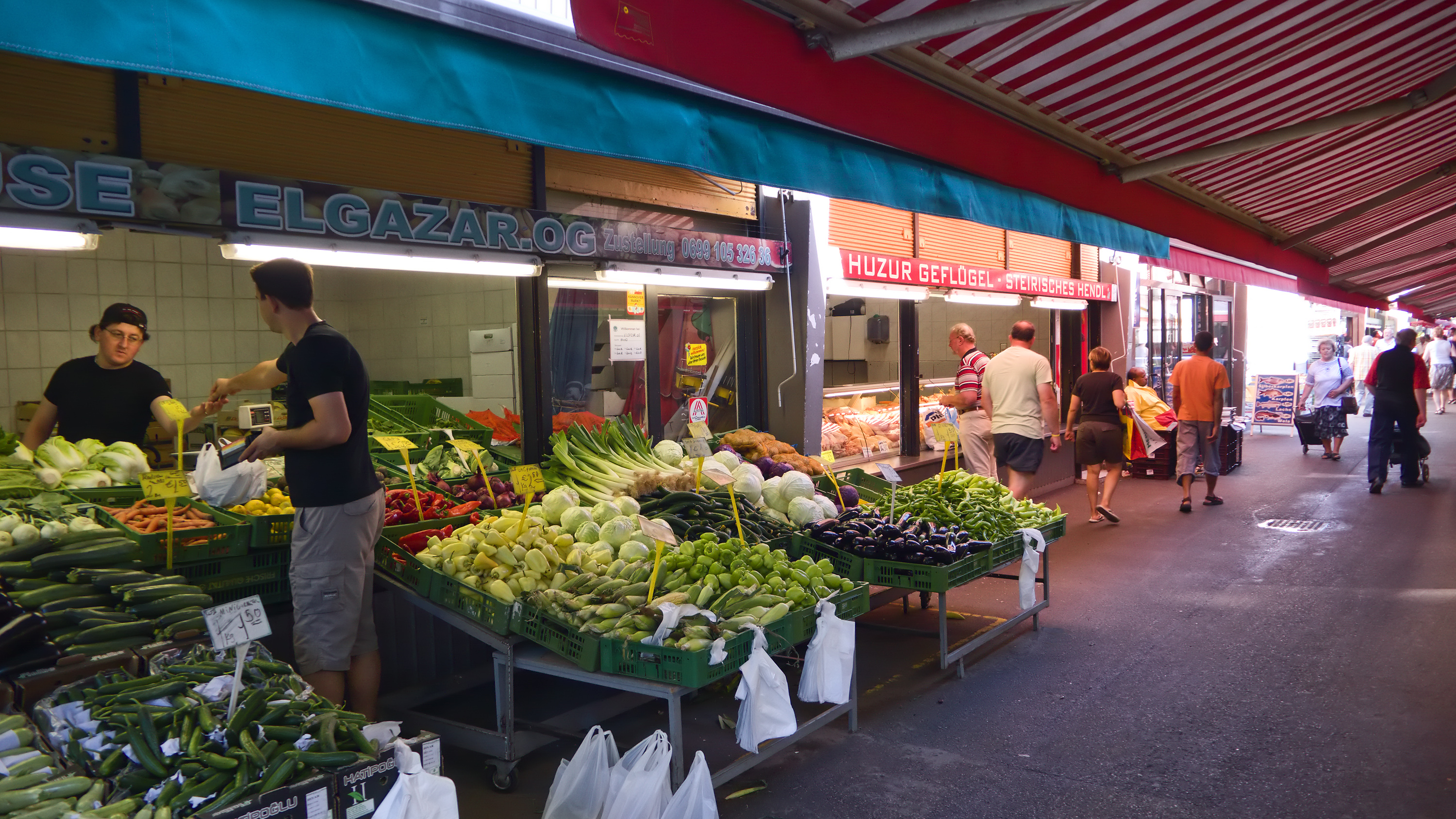
Hannovermarkt, Ladenzeile

- Ort: Hannovergasse, Othmargasse
- Öffnungszeiten: Montag bis Freitag 6–18.30 Uhr, Samstag 6–14 Uhr
- Erreichbarkeit: 5, 31, 33, 39A, U6
- Markt mit Bauernmarkt

## 21. Bezirk
Floridsdorfer Markt
- Ort: Brünner Straße, Pitkagasse
- Öffnungszeiten: Montag bis Freitag 6–19.30 Uhr, Samstag 6–17 Uhr
- Gastronomie: Montag bis Samstag 6 bis 21 Uhr
- Erreichbarkeit: 30, 31
- Markt mit Bauernmarkt

## 22. Bezirk
Stadlauer Bauernmarkt
- Orte: in geraden Wochen Piazza STAR22,
in ungeraden Wochen Am Bahnhof
- Öffnungszeiten: Freitag 8–12:30 Uhr
- Erreichbarkeit: 25, 26A, 86A, 87A, 95A, 96A

Temporärer Markt Wacquantgasse
- Ort: Wacquantgasse
- Öffnungszeiten: Freitag 13–19 Uhr
- Erreichbarkeit: 26A, 92A, 97A

## 23. Bezirk
Temporärer Markt Liesing
- Ort: Liesinger Platz
- Öffnungszeiten: Jeden Freitag 8–17 Uhr
- Erreichbarkeit: S-Bahn, 60A, 61A, 62A, 64A, 66A